# Nemastylis tenuis
Nemastylis tenuis är en irisväxtart som först beskrevs av Herb., och fick sitt nu gällande namn av Sereno Watson. Nemastylis tenuis ingår i släktet Nemastylis och familjen irisväxter.

## Underarter
Arten delas in i följande underarter:
- N. t. pringlei
- N. t. tenuis
- N. t. caerulescens
- N. t. nana
- N. t. purpusii